# Hermann Kasack

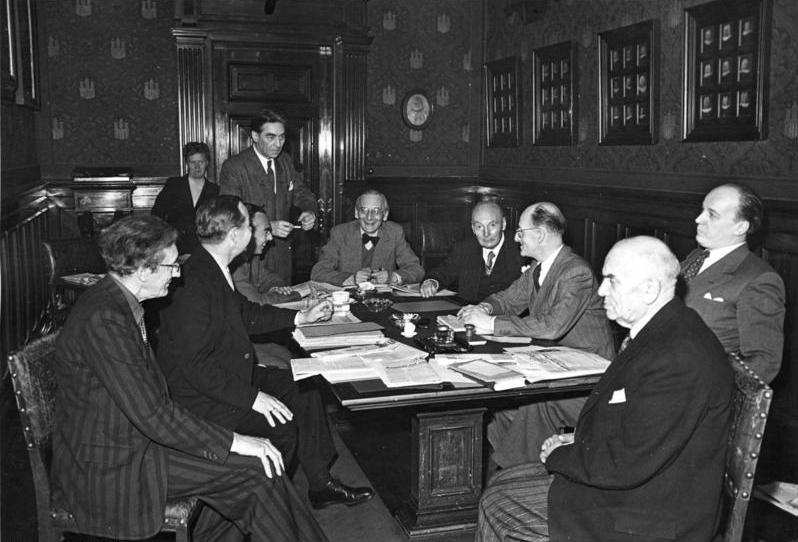
Hermann Kasack, aan het hoofd van de tafel, PEN-Zentrum 1949

Hermann Robert Richard Eugen Kasack (Potsdam, 24 juli 1896 – Stuttgart, 10 januari 1966) was een Duits schrijver. Hij wordt vooral gerekend tot de stroming van het expressionisme.  Ook maakte hij naam als pionier van literaire hoorspelen.

## Leven en werk
Kasack was de zoon van een arts en studeerde economie en literatuurwetenschap aan de Humboldtuniversiteit te Berlijn. Hij publiceerde zijn eerste gedichten in 1915. Twee jaar later sloot hij vriendschap met de kunstschilder Walter Gramatté, die later model zou staan voor de schilder Catell in zijn roman Die Stadt hinter dem Strom. Ook was hij bevriend met de dichter Oskar Loerke, die hem sterk beïnvloedde. Zijn lyriek is doortrokken van overpeinzingen en kent expressionistische tendensen, later vooral met belangstelling voor natuur en landschap.
Vanaf 1920 werkte Kasack als literair redacteur voor 'Gustav-Kiepenheuer-Verlag' in Potsdam. In 1927 werd hij directeur bij 'Fischer Verlag'. Onder de pseudoniemen 'Hermann Wilhelm' en 'Hermann Merten' begon hij vanaf 1925 met veel succes literaire hoorspelen te schrijven voor Funk-Stunde Berlin, maar in 1933 werd hem de medewerking aan het radiostation door de nazi's verboden.
Kasack schreef ook verhalen en na de oorlog enkele romans. Zijn proza heeft een sterk symbolisch karakter en doet soms denken aan Kafka. Zijn motieven zijn vaak gecompliceerd en voor meerdere interpretaties vatbaar. Zijn bekendste roman is Die Stadt hinter dem Strom uit 1947, een surrealistische roman over de naoorlogse misère in Duitsland en de verlammende gevolgen van de nazi-heerschappij. Hoofdpersoon is een stadsarchivaris die een functie gaat bekleden in een stad van puinhopen, waar alles schimmig blijft en hem ontglipt. Als hij er uiteindelijk vertrekt en zijn wederwaardigheden aan anderen probeert te vertellen wil niemand hem geloven. Het boek lokte in het toenmalige Duitsland veel discussie uit.
Kasack was in 1948 medeoprichter van de Duitse PEN-club. Hij was verder voorzitter van de Deutsche Akademie für Sprache und Dichtung en lid van de Akademie der Wissenschaften und der Literatur. In 1956 kreeg hij de Goethe-Plakette des Landes Hessen. Hij overleed in 1966 te Stuttgart, waar hij sinds 1949 woonde.
Zijn zoon Wolfgang Kasack (1927-2003) was een vooraanstaande Duits slavist.

### Poëzie
- Der Mensch. Verse, München 1918
- Die Insel. Gedichte, Berlijn 1920
- Der Gesang des Jahres, Potsdam 1921
- Stadium. Eine GedichtReihe, Potsdam 1921
- Echo. Achtunddreißig Gedichte, Berlijn 1933
- Der Strom der Welt. Gedichte, Hamburg 1940
- Das ewige Dasein. Gedichte, Berlijn 1943
- Aus dem chinesischen Bilderbuch, met tekeningen van Caspar Rudolf Neher, Frankfurt 1955.
- Antwort und Frage. 13 Gedichte, Frankfurt 1961
- Wasserzeichen. Neue Gedichte, Frankfurt 1964

### Theater
- Die Schwester. Eine Tragödie in acht Stationen, Berlijn 1920
- Die tragische Sendung. Ein dramatisches Ereignis in zehn Szenen, Berlijn 1920
- Vincent. Schauspiel in fünf Akten, Potsdam 1924
- Die Stadt hinter dem Strom. Libretto der Oratorischen Oper in drei Akten, Frankfurt 1954

### Hoorspelen
- Stimmen im Kampf. Hörspiel, Berlijn 1930
- Tull, der Meisterspringer. Eine Serie von zehn Hörspielen für die Jugend, Berlijn 1932, met twee vervolgen: Kinderreise mit Tull en Tull's Kinderolympiade
- Eine Stimme von Tausend. Funkdichtung, Berlijn 1932
- Der Ruf. Funkdichtung, Berlijn 1932

### Verhalen
- Die Heimsuchung. Eine Erzählung, München 1919
- Tull, der Meisterspringer, Leipzig 1935
- Das Birkenwäldchen, 1944
- Der Webstuhl. Erzählung, Frankfurt 1949
- Fälschungen. Erzählung, Frankfurt 1953
- Das unbekannte Ziel. Ausgewählte Proben und Arbeiten, Frankfurt 1963

### Romans
- Die Stadt hinter dem Strom, Berlijn 1947
- Das große Netz, Berlin / Frankfurt 1952
- Alexander. Die Fragwürdigkeit des Lebens, 1932 (onvoltooid)